# Daglan
Daglan (okzitanisch: gleichlautend) ist ein Ort und eine südwestfranzösische Gemeinde (commune) mit 556 Einwohnern (Stand 1. Januar 2022) in der alten Kulturlandschaft des Périgord im Département Dordogne in der Region Nouvelle-Aquitaine.

## Lage
Der Ort Daglan liegt am Fluss Céou im Périgord Noir in einer Höhe von ca. 100 m ü. d. M. und etwa 22 Kilometer (Fahrtstrecke) südlich von Sarlat-la-Canéda. Zur Gemeinde gehören auch mehrere Weiler und Einzelgehöfte, darunter auch der Weiler Le Peyruzel.

## Bevölkerungsentwicklung
| Jahr      | 1968 | 1975 | 1982 | 1990 | 1999 | 2006 | 2012 |
| Einwohner | 611  | 627  | 608  | 477  | 535  | 540  | 558  |

Im 19. Jahrhundert lag die Einwohnerzahl der Gemeinde stets bei etwa 1500. Die Reblauskrise im Weinbau und der Verlust von Arbeitsplätzen durch die Mechanisierung der Landwirtschaft führten zu einem kontinuierlichen Bevölkerungsrückgang, der in den 1990er Jahren seinen Tiefpunkt erreichte.

## Wirtschaft
Bis in die heutige Zeit spielt die Landwirtschaft die größte Rolle im Wirtschaftsleben der Gemeinde; im 17. und 18. Jahrhundert existierten am Fluss Céou zahlreiche Mühlenbetriebe. Der hier in großem Umfang betriebene Weinbau (siehe Gemeindewappen) ist jedoch nach der Reblauskrise vorübergehend gänzlich aufgegeben worden; erst in der Mitte des 20. Jahrhunderts wurde er wiederbelebt. Tabak und Mais sind ebenfalls auf dem Rückzug – stattdessen dominieren Wälder, Felder und Weiden, aber auch Walnuss-, Esskastanien- und Obstbäume die Region. Auch Gänseleberpastete und Trüffel zählen zu den regionalen Spezialitäten. Einige leerstehende Häuser werden als Ferienwohnungen (gîtes) vermietet.

## Geschichte
Im Hochmittelalter gehörten Ort und Schloss von Daglan zum Haus Domme. Innerhalb des im Jahr 1317 durch den in Avignon residierenden Papst Johannes XXII. neugeschaffenen Bistums Sarlat nahm Daglan eine führende Position ein. Nach dem Hundertjährigen Krieg (1337–1453) war der Ort nahezu verlassen und erlebte – wie auch Sarlat – erst im 16. Jahrhundert eine neue Blütezeit.

## Sehenswürdigkeiten

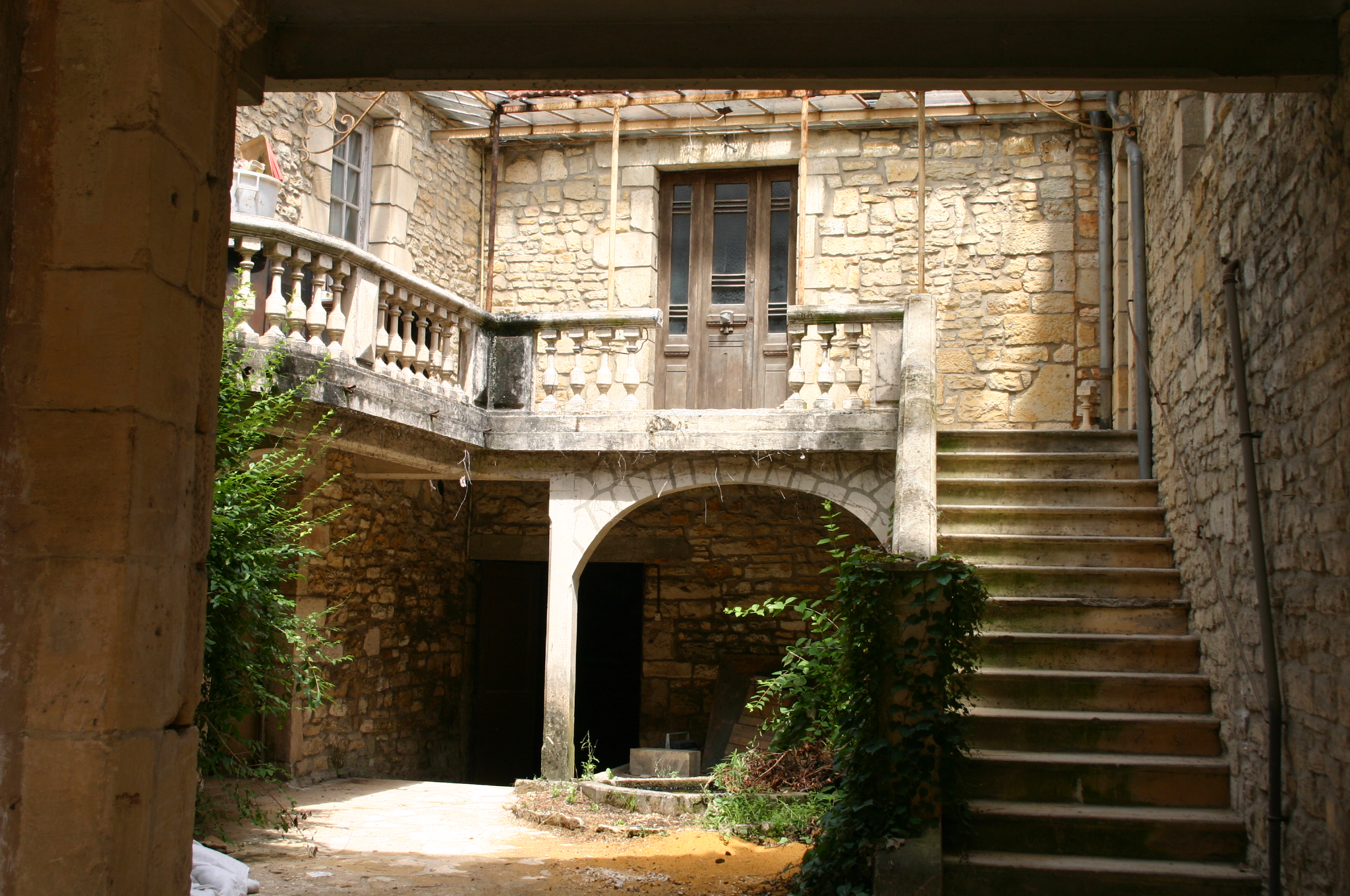
Innenhof eines Hauses

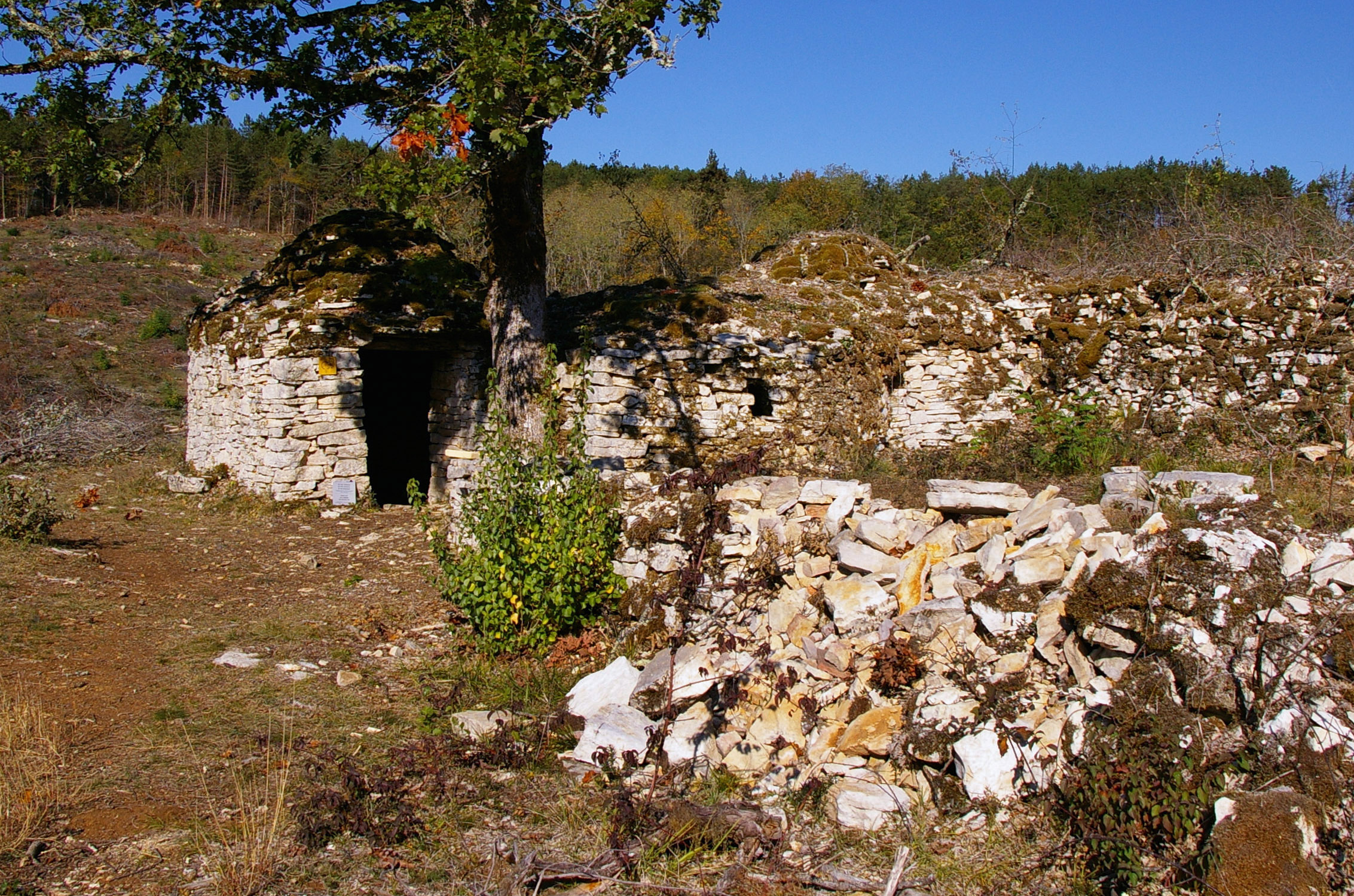
Gruppe von cabanes

- Der Ort mit seinen teilweise mittelalterlich anmutenden Gassen und vielen Natursteinhäusern bietet reizvolle Aspekte.
- Das Langhaus und die Apsis der dreischiffigen Pfarrkirche Saint-Martin tragen noch spätmittelalterliche Züge. Der Vierungsturm und die Westfassade mit ihrer nach einem Triumphbogenschema gestalteten Fenstergruppe wurden jedoch im 19. Jahrhundert komplett erneuert.
- Im Ort befindet sich das Maison de la Pierre Sèche – ein Museum, welches sich vorrangig den in Südfrankreich noch häufiger anzutreffenden Steinhütten aus Trockenmauerwerk (je nach Region als cabanes, capitelles oder bories bezeichnet) widmet.

Umgebung
- Die auf dem Hintergrund einer Marienerscheinung im 13. Jahrhundert erbaute und im 17. Jahrhundert umgestaltete Wallfahrtskapelle Notre-Dame de Bedeau steht etwa drei Kilometer südwestlich des Ortes nahe der Grenze zur Nachbargemeinde Saint-Pompont (44° 43′ 46″ N, 1° 10′ 23″ O).
- Das hochaufragende Château du Peyrouzel befindet sich etwa vier Kilometer nördlich von Daglan (44° 45′ 36″ N, 1° 11′ 49″ O) und stammt in seiner Substanz wahrscheinlich noch aus dem 13. Jahrhundert; es dient heute als Hotel. Der mehrgeschossige Bau erinnert eher an einen Wehrturm (donjon) als an eine Burg und wurde bereits im Jahr 1948 als Monument historique[1] eingestuft.
- Zu Fuß kann man mehrere Feldsteinhütten (cabanes) erwandern, die zumeist am Rand ehemaliger Weinfelder stehen. Sie stammen zumeist aus dem 19. Jahrhundert und dienten als Unterstand und Schlafplatz zur Bewachung der Trauben kurz vor der Lese. Einige sind seit 1991 als Monuments historiques[2][3] anerkannt.